# 南宋官制
南宋官制，沿用北宋官制；丞相制度與金朝相互影響，元朝沿用。
宋徽宗時以太宰、少宰為宰相。后宋欽宗再次恢復元丰官制，以尚书左仆射兼门下侍郎、尚书右仆射兼中书侍郎作為宰相。建炎三年（1129年），宋高宗廢除门下侍郎、中书侍郎、尚書左丞、尚書右丞的名目；以尚书左仆射同中书门下平章事、尚书右仆射同中书门下平章事作為宰相，以參知政事作為副相。宋孝宗乾道七年（1171年）尚书左仆射改為左丞相，尚书右仆射改為右丞相；丞相兼枢密使成為常例。
殿阁大学士，除了北宋原有的观文殿、资政殿、端明殿、龙图阁，新设敷文阁、焕章阁、华文阁、宝谟阁、宝章阁、显文阁。南宋初年，谏院不隶属于中书省门下省两省。礼部尚书不常设，户部侍郎、礼部侍郎各二人。南宋将九寺（太常寺、光禄寺、鸿胪寺、卫尉寺、太仆寺、宗正寺、大理寺、司农寺、太府寺）改为五寺，光禄寺、鸿胪寺并入礼部，卫尉寺并入工部，太仆寺并入兵部，宗正寺卿不常设。五监（国子监、少府监、将作监、军器监、都水监）中都水监并入工部。宋高宗时设立御前五军，称之为神武军，隶属于枢密院，后来改属殿前司。地方路级行政区的长官：转运使司称之为漕司，提刑按察司称之为宪司，提举常平司称之为仓司，经略安抚司称之为帅司。小县不再设立县丞，由主簿兼任。